# Scyphostelma siderocalyx
Scyphostelma siderocalyx är en oleanderväxtart som först beskrevs av Morillo, och fick sitt nu gällande namn av Liede och Meve. Scyphostelma siderocalyx ingår i släktet Scyphostelma och familjen oleanderväxter. Inga underarter finns listade i Catalogue of Life.